# Sebastian Kehl
Sebastian Kehl (Fulda, Hessen; 13 de febrero de 1980) es un exfutbolista alemán que jugaba como defensa y mediocampista y su último club fue el Borussia Dortmund de la Bundesliga Alemana. Actualmente desempeña el cargo de Director Deportivo del Borussia Dortmund. 

## Trayectoria

### Inicios
Nacido en Fulda, Hessen, en 1980, se trasladó al Hannover 96 a la edad de 16, en un momento en el club estaban compitiendo en la segunda división.

### SC Freiburg

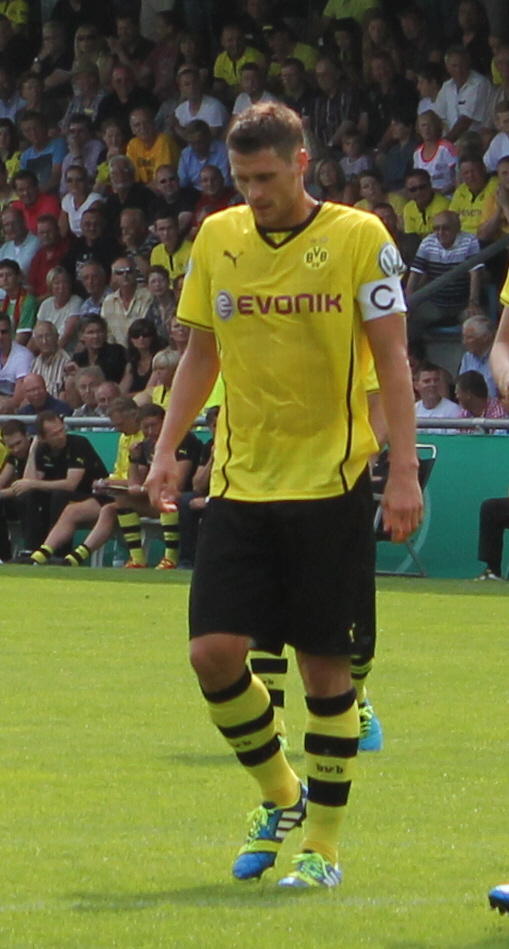
Kehl en jugando con el Borussia Dortmund en 2013.

Hizo su debut dos años más tarde e hizo 32 apariciones en su primera temporada antes de que el legendario mánager del SC Freiburg, Volker Finke se lo llevó a la Bundesliga. En su primera temporada, Kehl, que en aquel entonces jugaba como líbero, hizo 25 apariciones. El Freiburg terminó sexto y sorpresivamente clasificó a la Liga Europa de la UEFA. Él continuó impresionando la temporada siguiente, y se trasladó a Dortmund a mitad de campaña.

### Borussia Dortmund
Kehl, comenzó a todos menos uno de los juegos de su nuevo club en ese período y fue recompensado con la medalla de su primer ganador de la Bundesliga al final de la temporada, aunque estaba atado por copa para la Liga Europa de la UEFA derrota final del Borussia Dortmund al Feyenoord.
La medida fue un éxito inmediato, pero no exenta de polémica. En el verano de 2001, Kehl ya había llegado a un acuerdo básico con el Bayern de Múnich, e incluso aceptó un anticipo de 1,5 millones de marcos alemanes. El dinero fue devuelto en noviembre, pero el Bayern se enojaron en el cambio de actitud y amenazó con acciones legales. Pero, el trato € 3.200.000 con Dortmund se dejó estar.
Durante las temporadas siguientes, la decisión de no ir a Baviera comenzó a verse un poco menos inteligente. En su segunda campaña con Dortmund, Kehl hace 24 partidos de liga y comenzó a todos los partidos ya que el club llegó a la segunda fase de grupos de la Liga de Campeones de la UEFA, pero el acto de equilibrio interno fue demasiado y Dortmund terminó la temporada 17 puntos del campeón Bayern en tercero.
Las cosas no mejoraron el año siguiente el Schwarzgelben llegó en sexto lugar en la liga, se estrelló fuera de la competición europea primaria en la fase de clasificación y sólo llegó a la segunda ronda de la Liga Europa de la UEFA. De hecho la entrevista ofrecida al inicio de esta pieza cayó entre decepcionante empate 2-2 del club con el Sochaux y su ser abrumado por 4-0 en el partido de vuelta. No es de extrañar que algunas voces disidentes sintieron actuaciones de Kehl había dejado.

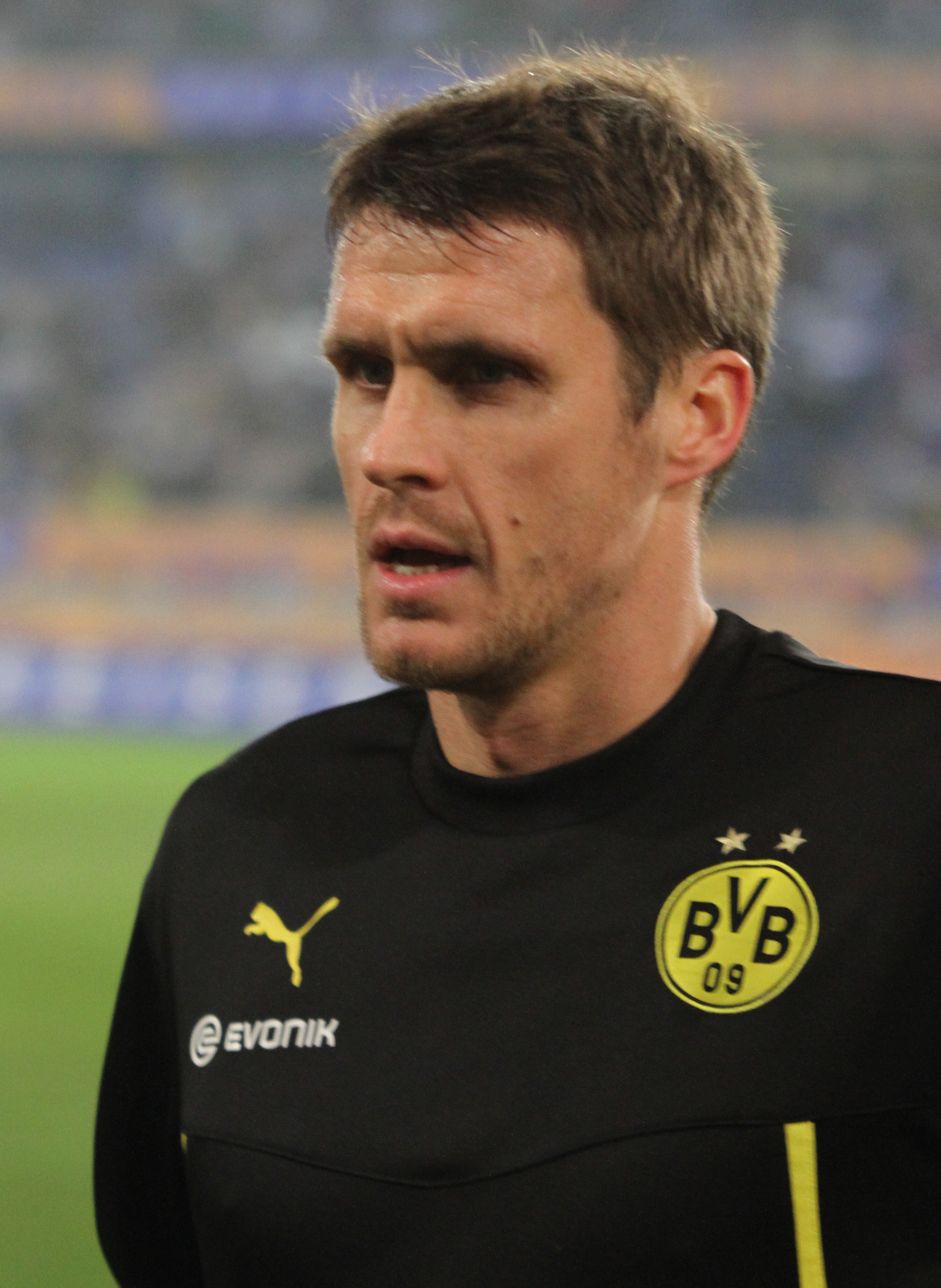
Kehl con Borussia Dortmund en 2014.

Al año siguiente, se hizo plenamente establecida en el papel de centrocampista defensivo que es conocido. Por ahora tiene 24, su combinación de diligencia, abordaje duro y un pie izquierdo sorprendentemente culta le había ganado un lugar en los escuadrones de Alemania para el Mundial 2002 y la Eurocopa 2004, y continuó para ofrecer regularmente para su club, a partir de más de 60 ligas partidos en las próximas dos temporadas como el Dortmund paralizado económicamente luchó al séptimo lugar finales consecutivos en 2005 y 2006 que llevó poco dinero del premio para aumentar las arcas.
Las fortunas de Kehl debían reflejar las del club: si bien lo hizo función de la selección nacional en su casa de la Copa Mundial, que se lesionó la rodilla izquierda en un desafío con el Bayern de Hasan Salihamidžić en la primera jornada de la 1. Bundesliga 2006/07 , y logró apenas cuatro aperturas como el equipo salió cojeando al noveno lugar y continuando los problemas financieros del club forzó cambios en la sala de juntas. Un catálogo de más lesiones lo limita a un total de 45 aperturas de la liga durante los próximos tres años, un momento de transición en el club en general. Por hacerse cargo en 2008, el nuevo entrenador Jürgen Klopp vio lo suficiente en Kehl nombrarlo capitán del club, pero en la temporada 2010-11, como Dortmund se consagró campeón de nuevo, el capitán fue solamente encaja suficiente para empezar tres partidos. Lo que es más, de 22 años de edad Sven Bender había surgido para ocupar uno de los dos lugares en el centro del campo, mientras que el hombre en la otra, Nuri Şahin, acababa de ser elegido mejor jugador de la de los jugadores año. Era difícil ver un camino de regreso para la renovación de 31 años de edad
El 27 de julio de 2013, Kehl ganó el Supercopa de Alemania 2013 con Dortmund 4-2 contra el rival Bayern de Múnich.
Para la temporada 2014/15 hace su último partido con el Borussia Dortmund y en su carrera como futbolista el día 23 de mayo en la victoria de su equipo 3-2 contra Werder Bremen en el que fue ovacionado por ser capitán durante años.

## Selección Alemana
Hizo su debut internacional contra Eslovaquia en el 2001 y ha hecho un total de 31 apariciones para Alemania (actualizado hasta el 15 de julio de 2014).

### Participaciones en Copas del Mundo
| Mundial                        | Sede                  | Resultado    |
| ------------------------------ | --------------------- | ------------ |
| Copa Mundial de Fútbol de 2002 | Corea del Sur y Japón | Subcampeón   |
| Copa Mundial de Fútbol de 2006 | Alemania              | Tercer lugar |

## Estadísticas

### Clubes
La siguiente tabla detalla los encuentros disputados y los goles marcados por Kehl en los clubes en los que ha militado.
| Hannover 96 · Alemania |                     |     |    |    |    |   |    |    |   |     |     |    |    |
| 1998-99 | 8                   | 1   | 0  | 1  | 0  | 0 | 0  | 0  | 0 | 9   | 1   | 0  |    |
| 1999-00 | 24                  | 1   | 0  | 2  | 0  | 0 | 0  | 0  | 0 | 26  | 1   | 0  |    |
| Total | 32                  | 2   | 0  | 3  | 0  | 0 | 0  | 0  | 0 | 35  | 2   | 0  |    |
| S. C. Friburgo · Alemania |                     |     |    |    |    |   |    |    |   |     |     |    |    |
| 2000-01 | 25                  | 2   | 8  | 2  | 2  | 2 | 0  | 0  | 0 | 27  | 4   | 10 |    |
| 2001-02 | 15                  | 2   | 1  | 3  | 0  | 0 | 5  | 2  | 1 | 23  | 4   | 2  |    |
| Total | 40                  | 4   | 9  | 5  | 2  | 2 | 5  | 2  | 1 | 50  | 8   | 12 |    |
| Borussia Dortmund · Alemania |                     |     |    |    |    |   |    |    |   |     |     |    |    |
| 2001-02 | 15                  | 1   | 0  | 0  | 0  | 0 | 0  | 0  | 0 | 15  | 1   | 0  |    |
| 2002-03 | 28                  | 0   | 0  | 3  | 0  | 0 | 12 | 0  | 1 | 43  | 0   | 1  |    |
| 2003-04 | 23                  | 1   | 4  | 1  | 0  | 0 | 8  | 0  | 0 | 32  | 1   | 4  |    |
| 2004-05 | 32                  | 4   | 1  | 3  | 0  | 0 | 0  | 0  | 0 | 35  | 4   | 1  |    |
| 2005-06 | 29                  | 1   | 1  | 1  | 0  | 0 | 0  | 0  | 0 | 30  | 0   | 0  |    |
| 2006-07 | 6                   | 0   | 0  | 0  | 0  | 0 | 0  | 0  | 0 | 6   | 0   | 0  |    |
| 2007-08 | 14                  | 3   | 0  | 5  | 0  | 3 | 0  | 0  | 0 | 19  | 3   | 3  |    |
| 2008-09 | 28                  | 5   | 3  | 2  | 0  | 0 | 2  | 0  | 0 | 32  | 5   | 3  |    |
| 2009-10 | 6                   | 1   | 0  | 0  | 0  | 0 | 0  | 0  | 0 | 6   | 1   | 0  |    |
| 2010-11 | 6                   | 0   | 1  | 1  | 0  | 0 | 2  | 0  | 1 | 9   | 0   | 2  |    |
| 2011-12 | 27                  | 3   | 3  | 7  | 0  | 0 | 5  | 0  | 1 | 39  | 3   | 4  |    |
| 2012-13 | 22                  | 0   | 1  | 3  | 0  | 0 | 9  | 0  | 1 | 34  | 0   | 2  |    |
| 2013-14 | 17                  | 1   | 1  | 5  | 0  | 1 | 5  | 1  | 0 | 27  | 2   | 2  |    |
| 2014-15 | 21                  | 0   | 1  | 7  | 1  | 0 | 4  | 0  | 1 | 32  | 1   | 2  |    |
| Total | 274                 | 20  | 16 | 38 | 1  | 4 | 47 | 1  | 5 | 359 | 22  | 25 |    |
| Total en su carrera | Total en su carrera | 346 | 26 | 25 | 46 | 3 | 6  | 52 | 3 | 6   | 444 | 32 | 37 |
| (1) Incluye datos de Copa de Alemania, Copa de la Liga de Alemania y Supercopa de Alemania. (2) Incluye datos de Copa de la UEFA, Liga de Campeones de la UEFA y Copa Intertoto. (3) No incluye goles en partidos amistosos. |                     |     |    |    |    |   |    |    |   |     |     |    |    |

### Selección nacional
La siguiente tabla detalla los encuentros disputados y los goles marcados por Kehl con la selección alemana.
| Selección | Año   | Amistoso | Amistoso | Amistoso | Clasificación | Clasificación | Clasificación | Copa Mundial | Copa Mundial | Copa Mundial | Total | Total | Total |
| Selección | Año   | PJ       | G        | A        | PJ            | G             | A             | PJ           | G            | A            | PJ    | G     | A     |
| --------- | ----- | -------- | -------- | -------- | ------------- | ------------- | ------------- | ------------ | ------------ | ------------ | ----- | ----- | ----- |
| Alemania  | 2001  | 3        | 1        | 0        | -             | -             | -             | -            | -            | -            | 3     | 1     | 0     |
| Alemania  | 2002  | 8        | 0        | 2        | 1             | 0             | 0             | 2            | 0            | 0            | 11    | 0     | 2     |
| Alemania  | 2003  | 3        | 1        | 0        | 4             | 0             | 0             | -            | -            | -            | 7     | 1     | 0     |
| Alemania  | 2004  | 3        | 0        | 0        | -             | -             | -             | -            | -            | -            | 3     | 0     | 0     |
| Alemania  | 2005  | 0        | 0        | 0        | -             | -             | -             | -            | -            | -            | 0     | 0     | 0     |
| Alemania  | 2006  | 3        | 0        | 0        | -             | -             | -             | 4            | 0            | 0            | 7     | 0     | 0     |
| Total     | Total | 20       | 2        | 2        | 5             | 0             | 0             | 6            | 0            | 0            | 31    | 2     | 2     |

### Resumen estadístico
| Competición           | Partidos | Goles | Asistencias | Promedio |
| --------------------- | -------- | ----- | ----------- | -------- |
| Liga                  | 346      | 26    | 25          | 0,07     |
| Copas nacionales      | 46       | 3     | 6           | 0,06     |
| Copas internacionales | 52       | 3     | 6           | 0,05     |
| Selección de Alemania | 31       | 2     | 2           | 0,06     |
| Total                 | 475      | 34    | 39          | 0,07     |

## Palmarés

### Campeonatos nacionales
| Título                 | Club              | País     | Año     |
| ---------------------- | ----------------- | -------- | ------- |
| Bundesliga de Alemania | Borussia Dortmund | Alemania | 2001/02 |
| Bundesliga de Alemania | Borussia Dortmund | Alemania | 2010/11 |
| Bundesliga de Alemania | Borussia Dortmund | Alemania | 2011/12 |
| Copa de Alemania       | Borussia Dortmund | Alemania | 2011/12 |
| Supercopa de Alemania  | Borussia Dortmund | Alemania | 2013    |
| Supercopa de Alemania  | Borussia Dortmund | Alemania | 2014    |